# Villac
Villac är en kommun i departementet Dordogne i regionen Nouvelle-Aquitaine i sydvästra Frankrike. Kommunen ligger i kantonen Terrasson-Lavilledieu som tillhör arrondissementet Sarlat-la-Canéda. År 2022 hade Villac 285 invånare.

## Befolkningsutveckling
Antalet invånare i kommunen Villac
Referens:INSEE